# Molekularna genetika
Molekularna genetika je područje biologije koje proučava strukturu i funkciju gena na  molekularnom nivou. U molekularnoj genetici se koriste metode genetike i molekularne biologije.  Tako se naziva kako bi je mogli razlikovati od drugih podpodručja genetike kao što su ekološka genetika i populacijska genetika.
Kotisteći metode molekularne genetike možemo iskoristiti molekularne informacije kako bi odredili srodstvene moeđuodnose vrsta i tako dobili vrlo preciznu znanstvenu klasifikaciju organizama: takvu upotrebu molekularne genetike nazivamo molekularna sistematika.